# Озёра Мурманской области
Озёра Мурманской области — совокупность пресных водоёмов естественного (природного) и искусственного происхождения в Мурманской области России.
В области  располагается 105 593 озёр с площадью более 0,01 км² (из них 15 712 сточные) и около 20 крупных водохранилищ. Площадь озёр составляет 9179 км². Крупнейшее озеро области — Имандра (876 км²), глубочайшее — Умбозеро (115 м).

## Крупнейшие озёра
| Озеро              | Район (округ)       | Площадь, км² | Высота над уровнем моря, м | Глубина, м | Бассейн рек |
| ------------------ | ------------------- | ------------ | -------------------------- | ---------- | ----------- |
| Имандра            | —                   | 876          | 128                        | 67         | Нива        |
| Умбозеро           | Ловозерский район   | 422          | 149                        | 115        | Умба        |
| Ковдозеро          | Кандалакшский район | 224          | 37                         | 63         | Ковда       |
| Ловозеро           | Ловозерский район   | 209          | 153                        | 35         | Воронья     |
| Колвицкое          | Терский район       | 121          | 61                         | —          | Колвица     |
| Вялозеро           | Терский район       | 98,6         | 116                        | —          | Умба        |
| Сергозеро          | Терский район       | 98           | 148                        | —          | Варзуга     |
| Ёнозеро            | Ловозерский район   | 94,4         | 220,4                      | —          | Варзина     |
| Верхняя Пиренга    | Ковдорский район    | 88,8         | 137                        | —          | Нива        |
| Канозеро           | Терский район       | 84,3         | 52                         | —          | Умба        |
| Нотозеро           | Кольский район      | 78,9         | 80                         | 15         | Тулома      |
| Колозеро           | Оленегорск          | 65           | 140,9                      | —          | Кола        |
| Нижняя Пиренга     | Ковдорский район    | 58,5         | 137                        | —          | Нива        |
| Чудзьявр           | Ловозерский район   | 57,8         | 192                        | —          | Воронья     |
| Верхнее Ондомозеро | Терский район       | 54,7         | 164,9                      | —          | Чаваньга    |
| Толванд            | Кандалакшский район | 52,7         | 97,8                       | —          | Ковда       |
| Бабозеро           | Терский район       | 44           | 138                        | —          | Варзуга     |
| Мончеозеро         | Мончегорск          | 39,1         | 133                        | —          | Нива        |
| Чилиявр            | Ловозерский район   | 38,6         | 227                        | —          | Варзина     |
| Лявозеро           | Ловозерский район   | 38,2         | 216,6                      | —          | Харловка    |
| Каложное           | Ковдорский район    | 33,3         | 144                        | —          | Нива        |
| Нижнее Ондомозеро  | Терский район       | 31,8         | 162                        | —          | Чаваньга    |

## Естественные озёра
- Ала-Аккаярви
- Ала-Няанамярви
- Арно
- Бабозеро (бассейн Варзины)
- Бабозеро (бассейн Варзуги)
- Бабье
- Боссояврре
- Большое
- Большое Урагубское
- Вадозеро
- Верхнее Волчье
- Верхнее Ондомозеро
- Верхнее Чалмозеро
- Визиярви
- Воуватусъярви
- Вулиярв
- Вулозеро
- Вуэннияур
- Вялозеро
- Гирвас
- Глубокие озёра
- Гренсеватн
- Долгое
- Енозеро
- Ефимозеро

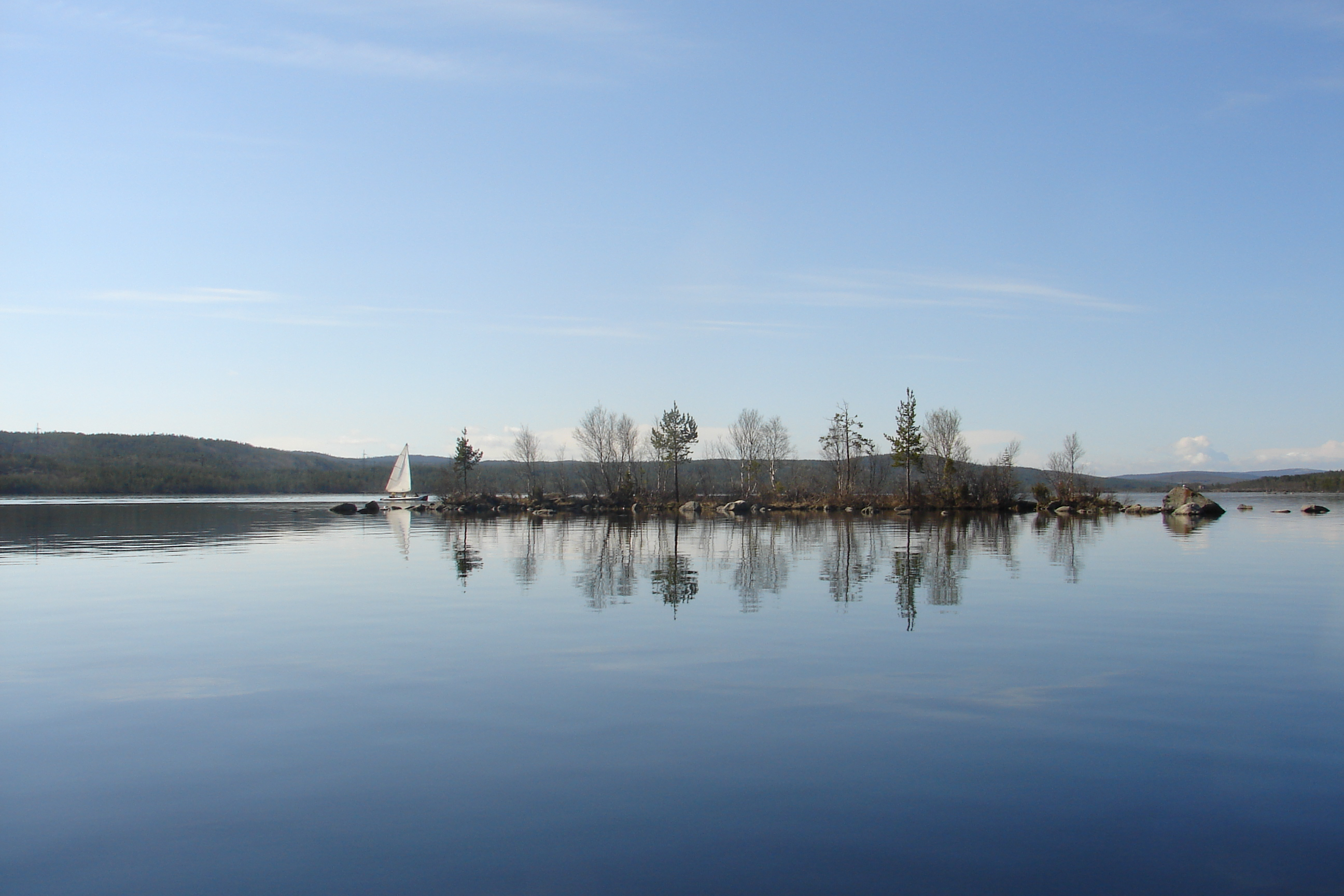
Кильдинское

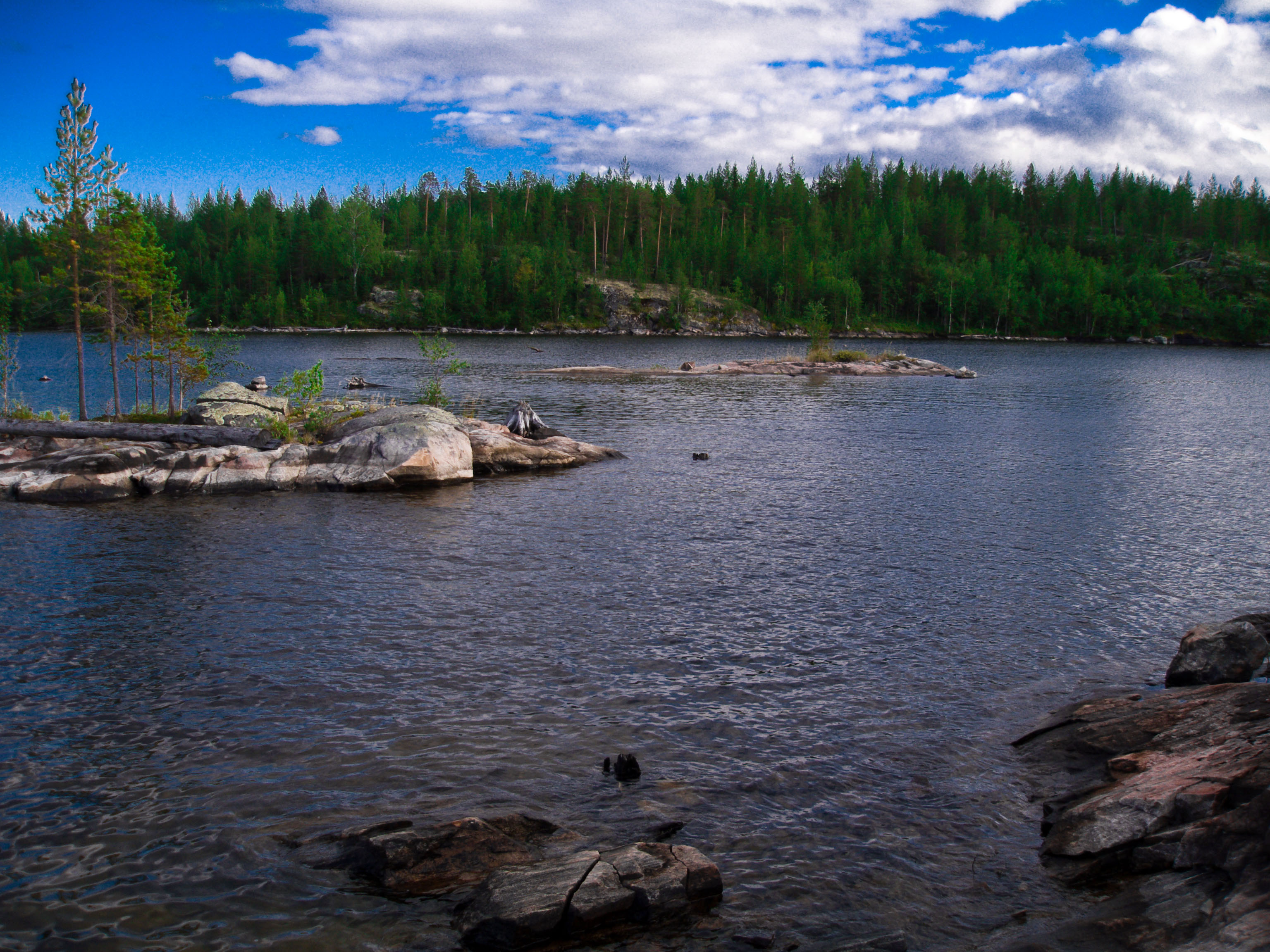
Ковдозеро

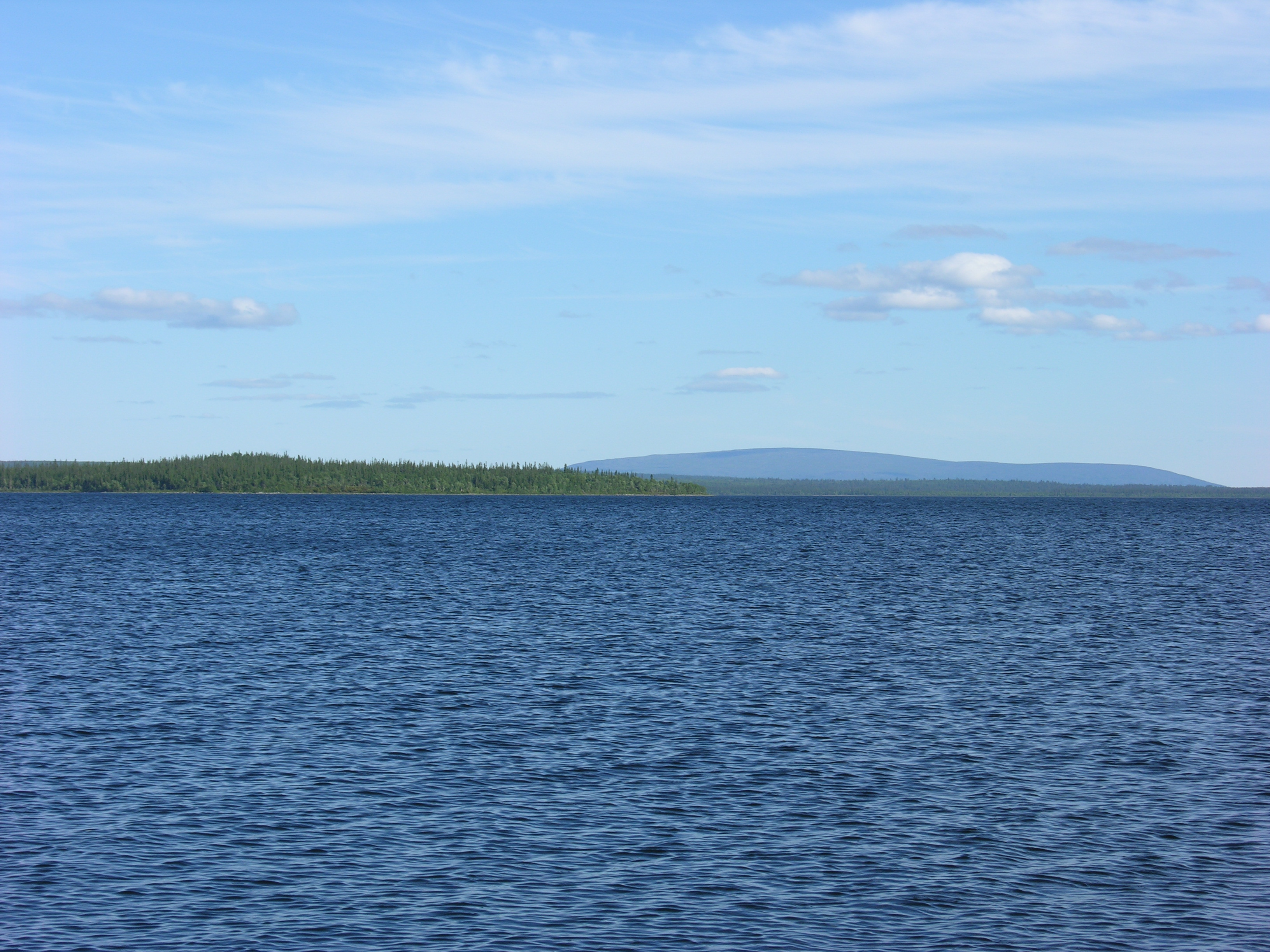
Ловозеро

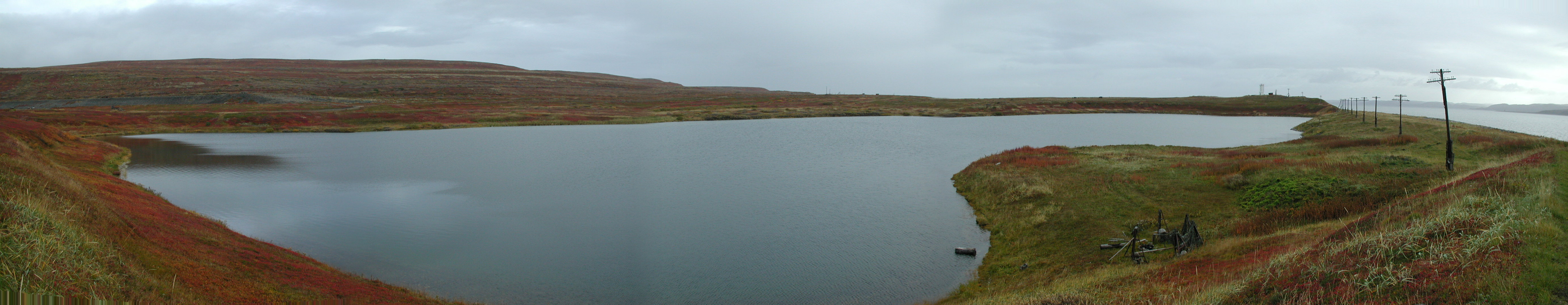
Могильное

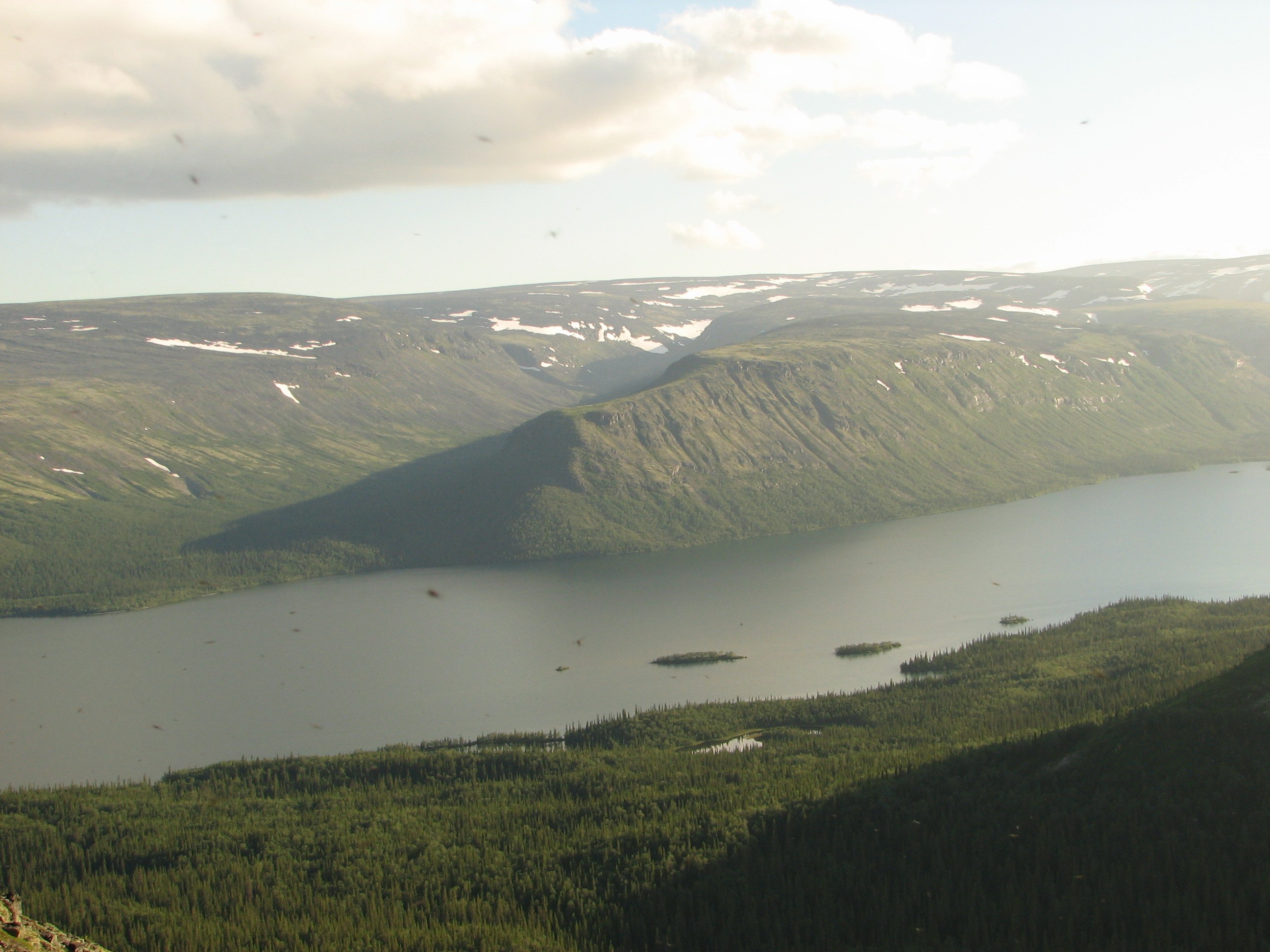
Сейдозеро

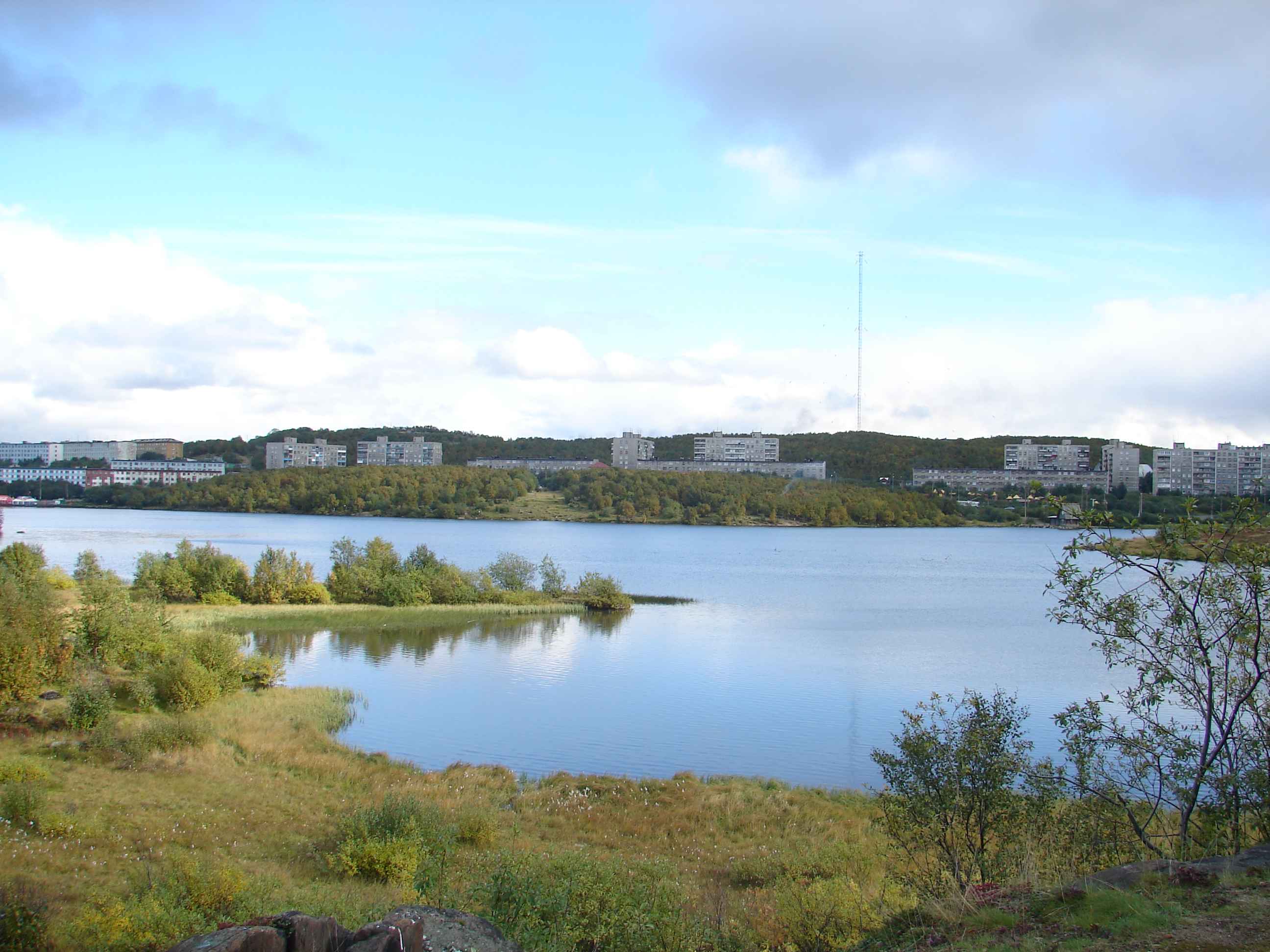
Семёновское

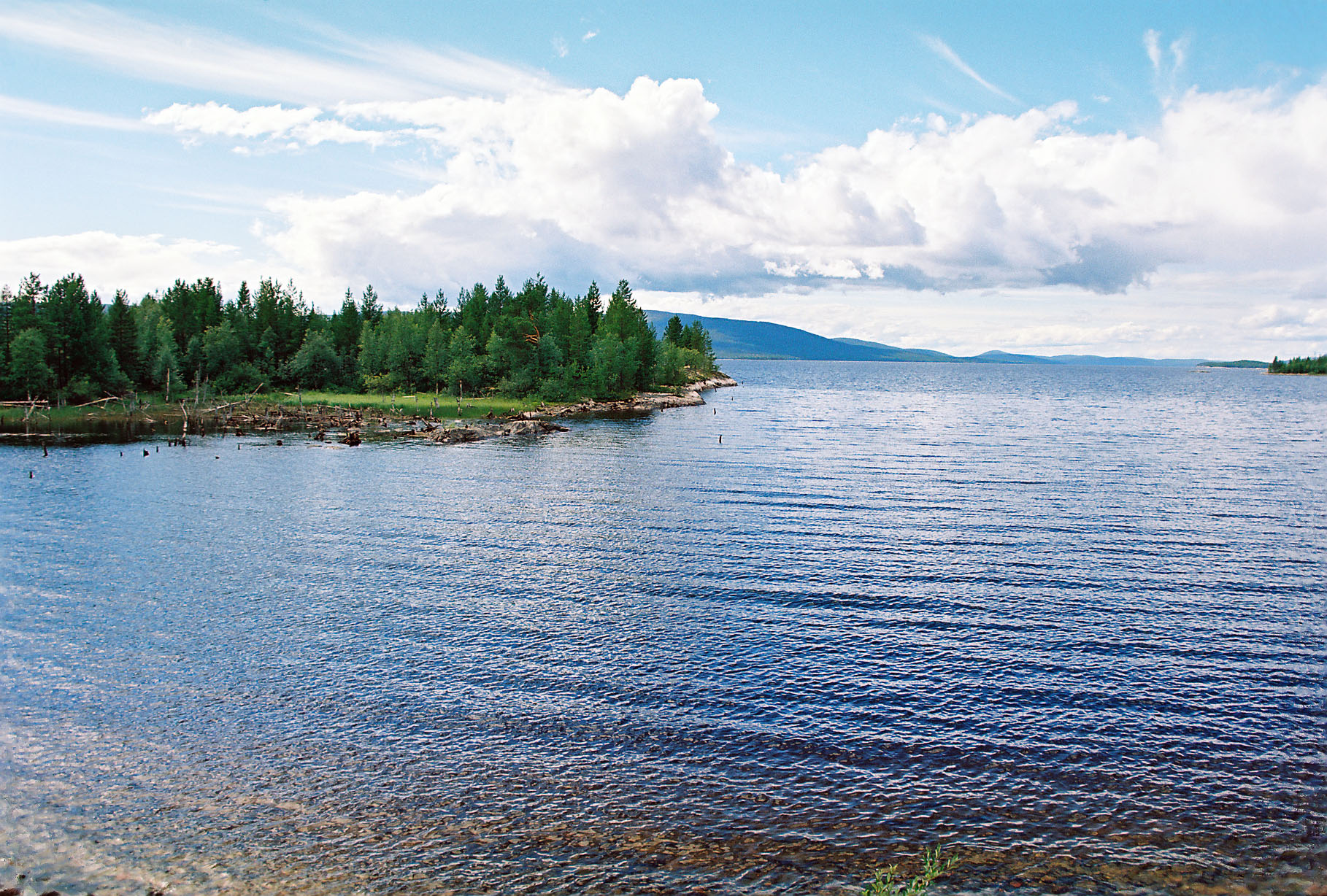
Толванд

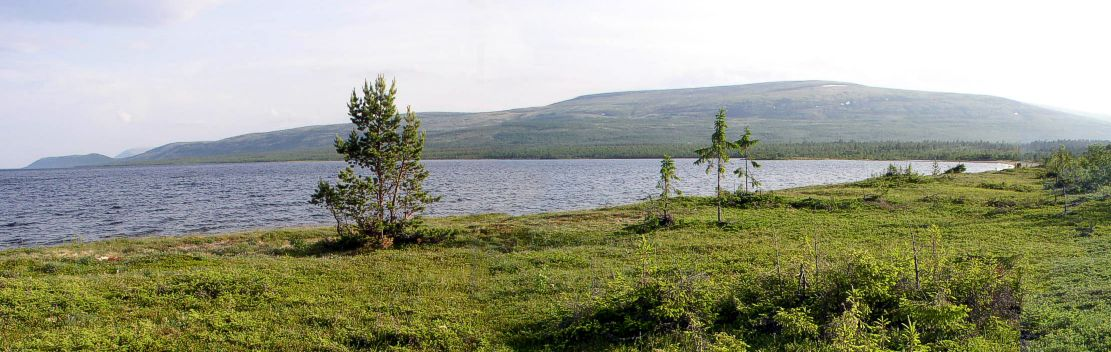
Умбозеро

- Имандра (включая озёра Бабинская Имандра, Большая Имандра, Экостровская Имандра)
- Ингозеро
- Инцъявр
- Каложное
- Кальмозеро
- Канозеро
- Кацкимозеро
- Каттоламполо
- Килпъявр
- Кильдинское
- Клистерватн
- Ковдозеро
- Колвицкое
- Колмозеро (бассейн Юнко)
- Колмозеро (Колмъявр)
- Колозеро
- Комсозеро
- Контиоярви
- Кутыр
- Ледовое
- Ловозеро
- Лявозеро
- Малое
- Могильное
- Мончеозеро
- Мунозеро
- Нижнее Ондомозеро
- Нижнее Чалмозеро
- Нижннее Волчье
- Нотозеро (бассейн Туломы)
- Нотозеро (бассейн Ковды)
- Окунёвка
- Окунёвое
- Ориярви
- Паийаккъяур
- Пермусозеро
- Песочное
- Питьевое
- Пончозеро
- Портянка
- Пуарентъявр
- Пяйвеявр
- Рогозеро
- Сальмиярви
- Сейдозеро
- Семёновское
- Сергозеро
- Скугватн
- Среднее
- Толванд
- Умбозеро
- Урдозеро
- Фоссеватн
- Хеюхенъярви
- Хутоявр
- Чудзьявр
- Чурозеро
- Юрхямяярви

## Водохранилища и искусственные озера
- Верхнетериберское водохранилище
- Верхнетуломское водохранилище (включая Вулозеро и Нотозеро)
- Иовское водохранилище
- Карьерное озеро (68°55′47″ с. ш. 33°05′13″ в. д.HGЯO)
- Ковдозерское водохранилище
- Нижнетериберское водохранилище
- Нижнетуломское водохранилище
- Пиренгское водохранилище
- Серебрянское водохранилище (Верхнесеребрянское водохранилище)
- Серебрянское водохранилище (Нижнесеребрянское водохранилище)
- Хевоскосское водохранилище